# Kloster Sestri Ponente
Das Kloster Sestri Ponente (Sant’Andrea di Sestri, Sanctus Andreas de Sexto) ist eine ehemalige Zisterzienserabtei in Ligurien, Italien. Es lag in Sestri Ponente rund 9 km westlich von Genua in der gleichnamigen Metropolitanstadt, ursprünglich auf einer kleinen, Gabbaia genannten Insel, wurde aber bereits nach einem Jahr in den höher gelegenen Ort Colombara verlegt.

## Geschichte
Das dem Apostel Andreas geweihte Kloster wurde wohl vor dem Jahr 1000 als Benediktinerkloster gegründet, aber von diesem Orden später wohl wieder verlassen. Bernhard von Clairvaux, der sich wegen des Schismas des Gegenpapstes Anaklet II. in Genua aufgehalten, die Übernahme der dortigen Erzbischofswürde aber verweigert hatte, soll versprochen haben, einen Zisterzienserkonvent zu entsenden. Das Kloster Cîteaux erwarb daraufhin das Kloster Sant’Andrea und entsandte 1131 einen Gründungskonvent unter dem ersten Abt Peter. Das Kloster errichtete in 3 km Entfernung auf dem Berg Contessa ein Sanktuarium für den aus ihm stammenden und unter Papst Innozenz IV. heiliggesprochenen Einsiedler Albert. 1254 übernahm die Abtei das Tochterkloster Kloster Rivalta di Torino. 1478 wurde durch Papst Sixtus IV. in Sestri Ponente die Kommende eingerichtet, die zum Niedergang der Abtei führte. 1569 übergab Papst Pius V. das Kloster den Dominikanern aus Genua, die bis 1797 blieben. Danach wurde das Kloster Bistumsgut von Genua. Ein Versuch, 1938 eine Benediktinerniederlassung zu errichten, scheiterte im Jahr 1962. Die Zisterzienser bezogen 1628 die Kirche San Bernardo alla Foce in Genua, wo sie bis 1797 blieben.

## Anlage und Bauten
Die restaurierte Kirche bewahrt die Formen des 14. Jahrhunderts.